# II. třída okresu Pardubice 2003/2004
V soubojích fotbalové II. třídy okresu Pardubice 2003/2004, jedné ze skupin 8. nejvyšší fotbalové soutěže, se utkalo 14 týmů dvoukolovým systémem podzim – jaro. Tento ročník skončil v červnu 2004.Do I. B třídy Pardubického kraje postoupil vítězný tým SK Torpedo Pardubice, do III. třídy okresu Pardubice sestoupil poslední tým SK Nemošice.

## Výsledná tabulka
| Poř. | Tým                     | Z  | V  | R  | P  | VG | OG | B  |
| ---- | ----------------------- | -- | -- | -- | -- | -- | -- | -- |
| 1.   | SK Torpedo Pardubice    | 26 | 17 | 6  | 3  | 64 | 27 | 57 |
| 2.   | AFK Horní Jelení        | 26 | 17 | 3  | 6  | 50 | 33 | 54 |
| 3.   | TJ Spartak Sezemice     | 26 | 16 | 5  | 5  | 50 | 26 | 53 |
| 4.   | SK Pardubičky           | 26 | 12 | 10 | 4  | 50 | 28 | 46 |
| 5.   | SK Řečany n. L.         | 26 | 13 | 4  | 9  | 49 | 32 | 43 |
| 6.   | SK Mikulovice           | 26 | 10 | 8  | 8  | 41 | 34 | 38 |
| 7.   | AFK Opatovice nad Labem | 26 | 10 | 5  | 11 | 41 | 46 | 35 |
| 8.   | Sokol Lány na Důlku     | 26 | 9  | 4  | 13 | 47 | 56 | 31 |
| 9.   | FK Přelouč              | 26 | 8  | 6  | 12 | 51 | 53 | 30 |
| 10.  | TJ Sokol Mnětice        | 26 | 8  | 4  | 14 | 35 | 72 | 28 |
| 11.  | FK Baník Chvaletice     | 26 | 6  | 8  | 12 | 42 | 53 | 26 |
| 12.  | SK Starý Mateřov        | 26 | 5  | 9  | 12 | 36 | 46 | 24 |
| 13.  | FK Horní Ředice         | 26 | 6  | 5  | 15 | 38 | 56 | 23 |
| 14.  | SK Nemošice             | 26 | 4  | 5  | 17 | 46 | 78 | 17 |

Poznámky:
- Z = Odehrané zápasy; V = Vítězství; R = Remízy; P = Prohry; VG = Vstřelené góly; OG = Obdržené góly; B = Body; (S) = Mužstvo sestoupivší z vyšší soutěže; (N) = Mužstvo postoupivší z nižší soutěže (nováček)

|  | Postup do I. B třídy Pardubického kraje 2004/2005 |
|  | Sestup do III. třídy okresu Pardubice 2004/2005   |